# Osaka Municipal Central Gymnasium
Osaka Municipal Central Gymnasium è un palazzetto dello sport situato a Osaka in Giappone.

## Eventi
Il palazzetto ospita eventi sportivi e concerti.

### Sport
- Fase a gironi del Campionato mondiale femminile di pallavolo 1998.
- Campionati mondiali di ginnastica ritmica 1999.
- Fase a gironi del Campionato mondiale femminile di pallavolo 2006.
- Fase a gironi del Campionato mondiale femminile di pallavolo 2010.
- Fase a gironi del Campionato mondiale femminile di pallavolo 2018.